# Charles Francis Richter
Charles Francis Richter (Hamilton, Ohio; 26 de abril de 1900-Pasadena, California; 30 de septiembre de 1985) fue un físico, y sismólogo estadounidense que estableció, junto con el germano-estadounidense Beno Gutenberg, también sismólogo, una escala para medir los terremotos.

## Biografía
Nació en Ohio (Estados Unidos), de padre de origen germánico y, más tarde, con 16 años, se trasladó junto a su madre a la ciudad de Los Ángeles, California. Estudió en la Universidad de Stanford. En 1918 empezó a trabajar en su doctorado en física teórica en el Instituto de Tecnología de California (Caltech), pero antes de terminar recibió una oferta para trabajar en el Carnegie Institute de Washington. Fue entonces cuando empezó a interesarse por la sismología. Más adelante, trabajó en el nuevo Laboratorio de Sismología de Pasadena, bajo la dirección de Beno Gutenberg. En 1920 consiguió su doctorado en Física Teórica. Sin embargo, justamente por vivir en una zona sísmica, comenzó a interesarse por la geología.
Siete años más tarde formó parte del laboratorio sísmico del Caltech de Pasadena en California. Fue en ese sitio donde comenzó a obsesionarse con descubrir lo que hasta en ese tiempo era un misterio: cómo medir un sismo desde su epicentro, algo que era necesario principalmente para informar con exactitud a la prensa.
Hacia ese tiempo ya existía la escala de Mercalli, pero esta solo podía medir en el punto donde se encontraban los sismógrafos. Fue así como Charles creó una escala que iba del 0 al 9 y que permitía medir de forma precisa la magnitud del sismo desde su epicentro.
En 1935 Richter y Gutenberg desarrollaron una escala para medir la magnitud de los terremotos, llamada escala de Richter. En 1937 volvió al Caltech, donde desarrolló toda su carrera posterior.
Richter y Gutenberg también trabajaron en la localización y catalogación de los grandes terremotos y los utilizaron para estudiar el interior profundo de la Tierra. Juntos escribieron un manual muy importante, publicado en 1954, llamado Seismicity of the Earth (Sismicidad de la Tierra). Richter escribió otros textos fundamentales de sismología. En 1958 publicó el manual Elementary Seismology (Sismología elemental), considerado por muchos como su principal contribución en ese campo.
Participó también en programas de concienciación ciudadana y en cuestiones de seguridad relacionadas con los terremotos, adoptando siempre una postura sensata y tratando de no infundir miedo. Quienes lo conocieron lo describen como un hombre curioso y metódico.
Charles Francis Richter murió el 30 de septiembre de 1985, por una insuficiencia cardíaca.

## Obra
- Richter, CF (1976). «Earthquake Light in Focus». Science 194 (4262): 259. Bibcode:1976Sci...194..259R. PMID 17738034. doi:10.1126/science.194.4262.259.

- Anderson, DL; Archambeau, CB; Brune, JN; Richter, CF; Smith, SW; Al, JH; Bai, LF; Ryall, A et al. (1970). «Earthquakes and Nuclear Detonations». Science 167 (3920): 1011-1014. Bibcode:1970Sci...167.1011A. PMID 17749620. doi:10.1126/science.167.3920.1011.

- Richter, CF (1969). «Transversely Aligned Seismicity and Concealed Structure». Science 166 (3902): 173-178. Bibcode:1969Sci...166..173R. PMID 17731474. doi:10.1126/science.166.3902.173.

- Seismic regionalization, Bull. Geolog. Soc. America 49: 123-162, 1959.

- Richter, CF (1958). «New Dimensions in Seismology: Earthquakes are characterized by geographical position, instant of occurrence, depth, and magnitude». Science 128 (3317): 175-182. Bibcode:1958Sci...128..175R. PMID 17814547. doi:10.1126/science.128.3317.175.

- Richter, CF (1956). «Dangerous Dagger». Science 123 (3200): 723. Bibcode:1956Sci...123..723R. PMID 17740174. doi:10.1126/science.123.3200.723.

- Richter, CF (1943). «Mathematical Questions in Seismology». Bull. Amer. Math. Soc. 49 (7): 477-493. doi:10.1090/s0002-9904-1943-07923-2.

- Gutenberg, B; Richter, CF (1936). «Magnitude and Energy of Earthquakes». Science 83 (2147): 183-185. Bibcode:1936Sci....83..183G. PMID 17770563. doi:10.1126/science.83.2147.183.

- Richter, C.F. (1935). «An instrumental earthquake magnitude scale». Bulletin of the Seismological Society of America 25 (1–2): 1-32. Archivado desde el original el 30 de julio de 2013.